# Michele Scartezzini
Michele Scartezzini (Isola della Scala, 10 januari 1992) is een Italiaans baan- en wegwielrenner die anno 2019 rijdt voor Sangemini-Trevigiani-MG.Kvis.

## Carrière
In dienst van Continental Team Astana werd Scartezzini in 2014 onder meer zevende in de Trofeo Banca Popolare di Vicenza, de race die hij het jaar ervoor wist te winnen, en achtste in het eindklassement van de Ronde van China I. In 2016 won hij, samen met Elia Viviani, de Zesdaagse van Fiorenzuola.

## Baanwielrennen

### Palmares
| Jaar     | IK                                            | EK                                         | WK                   | Overig                                    |
| Junioren | Junioren                                      | Junioren                                   | Junioren             | Junioren                                  |
| -------- | --------------------------------------------- | ------------------------------------------ | -------------------- | ----------------------------------------- |
| 2009     | Achtervolging                                 | Ploegkoers                                 |                      |                                           |
| 2010     | Ploegenachtervolging, Puntenkoers, Ploegkoers | Puntenkoers, Ploegenachtervolging, Scratch |                      |                                           |
| Elite    |                                               |                                            |                      |                                           |
| 2011     | Ploegenachtervolging                          |                                            |                      |                                           |
| 2012     | Ploegkoers, Ploegenachtervolging, Omnium      | Ploegenachtervolging                       |                      |                                           |
| 2013     | Ploegkoers, Omnium                            |                                            |                      | Pordenone: Ploegkoers                     |
| 2014     |                                               |                                            |                      |                                           |
| 2015     | Derny                                         |                                            |                      |                                           |
| 2016     | Achtervolging, 1km                            | Ploegenachtervolging                       |                      | 6daagse Fiorenzuola Oerlikon: Puntenkoers |
| 2017     |                                               | Ploegenachtervolging                       |                      |                                           |
| 2018     |                                               |                                            | Scratch              |                                           |
| 2019     | Derny                                         | Ploegenachtervolging                       |                      | 6daagse Fiorenzuola                       |
| 2020     | Afvalkoers                                    |                                            | ploegenachtervolging |                                           |

## Wegwielrennen

### Overwinningen
2013
Trofeo Banca Popolare di Vicenza

## Ploegen
- 2014 –  Continental Team Astana
- 2015 –  MG.Kvis-Vega
- 2016 –  Norda-MG.Kvis
- 2017 –  Sangemini-MG.Kvis
- 2018 –  Sangemini-MG.Kvis-Vega
- 2019 –  Sangemini-Trevigiani-MG.Kvis

Axmetov · Ayazbajev · Benfatto · Bïjigitov · Davïdenok · Fedosejev · Gackïy · Galejev · Ïşanov · Koelimbetov · Majdos · Okïşev · Panassenko · Pernebekov · Qojatajev · Rive · Scartezzini · Semenov · Şemyakïn
Ciabocco · Colnaghi · Di Sante · Draperi · Gaffurini · Gazzara · Goffi · Marinozzi · Pucioni · Salvietti · Scartezzini · Tomassini · Totò · Viviani